# Grand Prix-wegrace van Argentinië 1981
De Grand Prix-wegrace van Argentinië 1981 was de eerste race van het wereldkampioenschap wegrace-seizoen 1981. De races werden verreden op 22 maart 1981 op het Autódromo Oscar Alfredo Gálvez in Buenos Aires. 

## Algemeen
Jon Ekerold probeerde zijn collega's over te halen de Argentijnse Grand Prix te boycotten, vanwege de hoge reiskosten. Een aantal coureurs vreesde ook dezelfde taferelen die zich tijdens de GP van Venezuela hadden voorgedaan: hoge temperaturen, geen hotelkamers, corruptie, bureaucratie en allerlei belastingen. Toni Mang de grootste concurrent van Ekerold, moest vanwege zijn contract met Kawasaki wel naar Argentinië reizen en daardoor kon Ekerold het zich ook niet veroorloven weg te blijven. Toch stelde Ekerold het FIM-bestuur in maart op de hoogte van het feit dal alle toprijders uit de 250- en de 350cc-klassen zouden wegblijven. Uiteindelijk gingen alle toprijders naar Buenos Aires, waar de organisatie uitstekend bleek te zijn. Bovendien kwamen er 40.000 toeschouwers. Argentinië moest wel dispensatie van de FIM krijgen omdat men niet voldeed aan het minimumaantal van vier startende klassen. 

## 350cc-klasse
In de 350cc-race in Argentinië joegen Jean-François Baldé en Carlos Lavado twintig ronden achter Jon Ekerold aan, maar toen gaf Ekerold nog een beetje extra gas en won met 8 seconden voorsprong op Baldé. Lavado werd derde. Ekerold maakte zich na de race niet geliefd bij zijn collega's door te roepen dat niemand hem dit jaar zou kunnen verslaan. Bovendien sprak hij nogal minachtend over Toni Mang, die in tegenstelling tot Ekerold in Argentinië wilde rijden naar slechts 7e werd.

### Uitslag 350 cc
| Pos | Coureur             | Merk              | Tijd       | Punten |
| --- | ------------------- | ----------------- | ---------- | ------ |
| 1   | Jon Ekerold         | Solo              | 54' 35" 34 | 15     |
| 2   | Jean-François Baldé | Kawasaki          | +8" 19     | 12     |
| 3   | Carlos Lavado       | Yamaha            | +11" 72    | 10     |
| 4   | Patrick Fernandez   | Bimota-Yamaha     | +47" 04    | 8      |
| 5   | Jeffrey Sayle       | Yamaha            | +58" 23    | 6      |
| 6   | Thierry Espié       | Bimota-Yamaha     | +1' 12" 21 | 5      |
| 7   | Toni Mang           | Kawasaki          | +1' 17" 69 | 4      |
| 8   | Graeme Geddes       | Bimota-Yamaha     | +1' 25" 29 | 3      |
| 9   | Jacques Cornu       | Yamaha            | +1' 56" 42 | 2      |
| 10  | Vincenzo Cascino    | Yamaha            | +1' 57" 52 | 1      |
| 11  | Paolo Ferretti      | Yamaha            | +1 ronde   |        |
| 12  | Peter Looijesteijn  | Bakker-Yamaha     | +1 ronde   |        |
| 13  | Yervant Samirdjian  | Yamaha            | +1 ronde   |        |
| 14  | Lucilo Baumer       | Yamaha            | +1 ronde   |        |
| 15  | Limberg Moreira     | Yamaha            | +1 ronde   |        |
| 16  | Sagreira            | Yamaha            | +1 ronde   |        |
| DNF | Gustav Reiner       | Solo              | ongeval    |        |
| DNF | Martin Wimmer       | Yamaha            |            |        |
| DNF | Didier de Radiguès  | Yamaha            |            |        |
| DNF | Michel Rougerie     | Yamaha            |            |        |
| DNF | Marcelo Diez        | Yamaha            | val        |        |
| DNF | Eduardo Alemán      | Yamaha            |            |        |
| DNF | Roger Sibille       | Yamaha            | ongeval    |        |
| DNF | Claudio Girotto     | Yamaha            |            |        |
| DNF | Klaas Hernamdt      | Yamaha            |            |        |
| DNF | Fernando Cerdera    | Kawasaki          |            |        |
| DNF | Eric Saul           | Chevallier-Yamaha |            |        |
| DNF | Rafael Olavarria    | Yamaha            |            |        |
| DNF | Pierre Bolle        | Yamaha            |            |        |
| DNF | Alfredo Rios        | Yamaha            |            |        |
| DNF | Pancracio Catania   | Yamaha            |            |        |
| DNF | Alejandro Alemán    | Yamaha            |            |        |

## 250cc-klasse
Van de zenuwen kreeg Graeme Geddes, die de derde trainingstijd had gezet, zijn motor pas als laatste aan de praat, maar halverwege de race nam hij de koppositie over van Jean-François Baldé. Aanvankelijk had Carlos Lavado aan de leiding gereden, maar in de elfde ronde strandde hij achter de pits door gebroken bouten van zijn achtertandwiel. Geddes kreeg last van hangende gasschuiven waardoor hij uiteindelijk Baldé toch moest laten voorgaan. Patrick Fernandez werd derde. Regerend wereldkampioen Toni Mang had tijdens de trainingen de goede afstelling van het rijwielgedeelte van zijn Kawasaki niet gevonden en werd slechts 14e. 

### Uitslag 250 cc
| Pos | Coureur                | Merk              | Tijd       | Punten |
| --- | ---------------------- | ----------------- | ---------- | ------ |
| 1   | Jean-François Baldé    | Kawasaki          | 53' 59" 50 | 15     |
| 2   | Graeme Geddes          | Yamaha            | +5" 85     | 12     |
| 3   | Patrick Fernandez      | Bimota-Yamaha     | +9" 13     | 10     |
| 4   | Hervé Guilleux         | Siroko-Rotax      | +11" 56    | 8      |
| 5   | Roland Freymond        | Ad Maiora         | +28" 13    | 6      |
| 6   | Martin Wimmer          | Yamaha            | +30" 13    | 5      |
| 7   | Eric Saul              | Chevallier-Yamaha | +30" 83    | 4      |
| 8   | Loris Reggiani         | Bimota-Yamaha     | +54" 22    | 3      |
| 9   | Didier de Radiguès     | Yamaha            | +54" 95    | 2      |
| 10  | Thierry Espié          | Chevallier-Yamaha | +1' 00" 55 | 1      |
| 11  | Roger Sibille          | Yamaha            | +1' 05" 06 |        |
| 12  | Jean-Louis Guignabodet | Kawasaki          | +1' 06" 29 |        |
| 13  | Maurizio Massimiani    | Ad Maiora         | +1' 34" 19 |        |
| 14  | Toni Mang              | Kawasaki          | +1' 46" 32 |        |
| 15  | Eduardo Alemán         | Yamaha            | +1' 59" 98 |        |
| 16  | Jean-Marc Toffolo      | Armstrong-Rotax   | +2' 18" 12 |        |
| 17  | Jacques Cornu          | Egli              | +2' 27" 02 |        |
| 18  | Lauro Assakawa         | Yamaha            | +1 ronde   |        |
| DNF | Carlos Lavado          | Yamaha            |            |        |
| DNF | Karl-Thomas Grässel    | Yamaha            |            |        |
| DNF | Christian Estrosi      | Yamaha            |            |        |
| DNF | Iván Palazzese         | Yamaha            |            |        |
| DNF | Gianpaolo Marchetti    | MBA               |            |        |
| DNF | Paolo Ferretti         | Yamaha            |            |        |
| DNF | Jeffrey Sayle          | Armstrong-Rotax   |            |        |
| DNF | Ángel Nieto            | Siroko-Rotax      | motor      |        |
| DNF | Klaas Hernamdt         | Yamaha            |            |        |
| DNF | Peter Looijesteijn     | Yamaha            |            |        |
| DNF | Michel Rougerie        | Yamaha            |            |        |

## 125cc-klasse
Er startten slechts 16 rijders in de 125cc-race in Argentinië en de Minarelli's van Ángel Nieto en Loris Reggiani waren zo oppermachtig dat die twee elkaar bij het passeren van de hoofdtribune een aantal keren een hand gaven. Twee ronden voor het einde begon Nieto's motor door brandstofgebrek te stotteren, waardoor hij regelmatig moest schudden om benzine in zijn carburateurs te krijgen. Er waren kennelijk duidelijke stalorders, want Reggiani bleef steeds achter hem rijden en finishte als tweede. Jacques Bolle reed nu met de Motobécane die in 1979 en 1980 bestuurd was door Guy Bertin en werd derde. Bertin reed nu met de Sanvenero, maar viel uit. Regerend wereldkampioen Pier Paolo Bianchi werd slechts vijfde omdat zijn motortemperatuur te hoog opliep.

### Uitslag 125 cc
| Pos | Coureur                      | Merk       | Tijd       | Punten |
| --- | ---------------------------- | ---------- | ---------- | ------ |
| 1   | Ángel Nieto                  | Minarelli  | 52' 19" 33 | 15     |
| 2   | Loris Reggiani               | Minarelli  | +0" 32     | 12     |
| 3   | Jacques Bolle                | Motobécane | +7" 73     | 10     |
| 4   | Willy Pérez                  | MBA        | +26" 25    | 8      |
| 5   | Pier Paolo Bianchi           | MBA        | +54" 57    | 6      |
| 6   | Iván Troisi                  | MBA        | +1' 16" 72 | 5      |
| 7   | Per-Edvard Carlsson          | MBA        | +1' 17" 23 | 4      |
| 8   | Fernando González De Nicolás | MBA        | +1 ronde   | 3      |
| 9   | Barry Smith                  | MBA        | +1 ronde   | 2      |
| 10  | Norberto Gatti               | Minarelli  | +1 ronde   | 1      |
| 11  | Fabian Gonzales              | MBA        | +1 ronde   |        |
| 12  | Ricardo Tormo                | Sanvenero  | +1 ronde   |        |
| DNF | Guy Bertin                   | Sanvenero  |            |        |
| DNF | Hugo Vignetti                | MBA        |            |        |
| DNF | Iván Palazzese               | MBA        |            |        |
| DNF | Francisco Incorvaia          | MBA        |            |        |

## Trivia
- Roland Freymond had weinig last van de temperatuur van 30º in Buenos Aires. Hij had een plastic zak met ijsblokjes onder zijn motorpak omdat hij ooit een film[1] had gezien waarin Jack Findlay hetzelfde deed.

1960 · 1961 · 1962 · 1963 · 1981 · 1982 · 1987 · 1994 · 1995 · 1998 · 1999 · 2014 · 2015 · 2016 · 2017 · 2018 · 2019 · 2022 · 2023 · 2025